# Estación de Creil
La estación de Creil es una estación ferroviaria francesa situada en la comuna de Creil, en el departamento de Oise al norte de París. Es una de las principales estaciones de la región parisina configurada como terminal de uno de los ramales de las líneas D del RER y línea H del Transilien. Además, es transitada por trenes regionales y de media distancia. 
En 2002, fue utilizada por cerca de 4 millones de viajeros.

## Situación ferroviaria
La estación se encuentra en un nudo ferroviario de gran importancia donde se cruzan hasta cuatro vías férreas diferentes.
- Línea férrea París-Lille. Eje radial y principal conexión férrea clásica hacia el norte de Francia.
- Línea férrea Creil-Jeumot. Importante eje que une París, desde Creil, con la frontera con Bélgica.
- Línea férrea Pierrelaye-Creil. Corto eje de 40 km usado por uno de los ramales de la línea H del transilien que inicialmente formaba parte del eje París-Lille hasta la construcción de su nuevo trazado vía Chantilly.
- Línea férrea Creil-Beauvais. Esta línea férrea de vía única de 37 kilómetros sirve para enlazar ambas ciudades.

## Historia
Fue inaugurada en junio de 1846 por parte de la Compañía de Ferrocarriles del Norte. En 1937, dicha compañía se fusionó junto a otras para dar lugar a la SNCF.  
El 27 de septiembre de 1987 la estación se integró en la línea D del RER. 

## Servicios ferroviarios

### Media distancia
Los siguientes trenes intercités, recorren la estación:
- Línea Boulogne-Ville - París.
- Línea Saint-Quentin - París.
- Línea Amiens - París.

### Regionales
Por la estación transitan trenes TER que unen París con el norte de Francia:
- Línea Amiens - París.
- Línea Busigny - París.
- Línea Beauvais -París.

### Cercanías
El tráfico de cercanías se realiza gracias a la línea D del RER y a la línea línea H del Transilien